# Высоково (Октябрьский район)
Высоково — упразднённая деревня в Октябрьском районе Костромской области России.

## География
Урочище находится в северо-восточной части Костромской области, в пределах южного склона холмистой возвышенности Северные Увалы, в подзоне южной тайги, к востоку от автодороги 34К-193, на расстоянии приблизительно 2 километров (по прямой) к юго-востоку от села Боговарова, административного центра района.

## История
В «Списке населенных мест Вологодской губернии по сведениям 1859 года» населённый пункт упомянут как казённая деревня Высоково Никольского уезда (1-го стана), при речке Ироме, расположенная в 138 верстах от уездного города Никольска. В деревне насчитывалось 4 двора и проживало 22 человека (14 мужчин и 8 женщин). В 1881 году входила в состав Лапшинской волости.
Согласно картографическим данным, по состоянию на 1985 год постоянное население в деревне отсутствовало.